# Sphecosesia vespiformis
Sphecosesia vespiformis is een vlinder uit de familie wespvlinders (Sesiidae), onderfamilie Sesiinae.
Sphecosesia vespiformis is voor het eerst wetenschappelijk beschreven door Heppner in 2010. De soort komt voor in het Oriëntaals gebied.